# Syrrhopodon texanus
Syrrhopodon texanus là một loài rêu trong họ Calymperaceae. Loài này được Sull. mô tả khoa học đầu tiên năm 1856.